# Przestrzeń metryczna
Przestrzeń metryczna – zbiór z zadaną na nim metryką, tj. funkcją, która określa odległość między każdą parą elementów tego zbioru.
Przestrzenie metryczne tworzą najogólniejszą klasę zbiorów, w których używa się pojęcia odległości wzorowanej na odległości znanej z przestrzeni euklidesowych (prostej, płaszczyzny czy przestrzeni trójwymiarowej).
Wprowadzone zostały przez Maurice’a Frécheta.

## Definicja metryki
Niech {\displaystyle X} oznacza dowolny niepusty zbiór. Metryką w zbiorze {\displaystyle X} nazywa się funkcję
{\displaystyle d\colon X\times X\to [0,+\infty ),}
która dla dowolnych elementów {\displaystyle a,b,c} tego zbioru spełnia warunki:
1. identyczność nierozróżnialnych
{\displaystyle d(a,b)=0\iff a=b,}
2. symetria
{\displaystyle d(a,b)=d(b,a),}
3. nierówność trójkąta
{\displaystyle d(a,b)\leqslant d(a,c)+d(c,b).}

Gdy {\displaystyle d} jest metryką w zbiorze {\displaystyle X,} to parę {\displaystyle (X,d)} nazywa się przestrzenią metryczną,
- elementy zbioru {\displaystyle X} nazywa się punktami,
- liczbę {\displaystyle d(a,b)} nazywa się odległością punktu {\displaystyle a} od punktu {\displaystyle b.}

### Uwaga 1.
Niekiedy pomija się warunek nieujemności {\displaystyle d(a,b)\geqslant 0} przyjmując {\displaystyle d\colon X\times X\to \mathbb {R} } zamiast {\displaystyle d\colon X\times X\to [0,+\infty ).}
Wynika on bowiem z wypisanych wyżej aksjomatów:
{\displaystyle 0=d(a,a)\leqslant d(a,b)+d(b,a)=2\cdot d(a,b).}

### Uwaga 2.
Można wyeliminować aksjomat symetrii, gdy zastąpi się warunek trójkąta warunkiem:
{\displaystyle d(a,b)\leqslant d(a,c)+d(b,c).}
Dowód:
1) Przyjmując w powyższym warunku {\displaystyle c=a} dostaniemy:
{\displaystyle d(a,b)\leqslant d(a,a)+d(b,a)=d(b,a).}
2) Zamieniając w powyższym warunku {\displaystyle a} i {\displaystyle b} oraz przyjmując {\displaystyle c=b} dostaniemy:
{\displaystyle d(b,a)\leqslant d(b,b)+d(a,b)=d(a,b).}
3) Z powyższych dwóch nierówności wynika: {\displaystyle d(a,b)=d(b,a),} c.n.d.

## Metryki w przestrzeni liniowej
W przestrzeni liniowej (np. euklidesowej, unormowanej, unitarnej) można wprowadzić różnie zdefiniowane metryki. W wyniku tego przestrzeń nabywa dodatkowej struktury – powstaje przestrzeń metryczna. W poniższych przykładach {\displaystyle \mathbf {x} =(x_{1},x_{2},\dots ,x_{n})} oraz {\displaystyle \mathbf {y} =(y_{1},y_{2},\dots ,y_{n})} oznaczają elementy przestrzeni {\displaystyle \mathbb {R} ^{n}.}

### Metryka euklidesowa
Metrykę euklidesową w przestrzeni {\displaystyle \mathbb {R} ^{n}} definiuje się wzorem
{\displaystyle d_{e}(\mathbf {x} ,\mathbf {y} )={\sqrt {(y_{1}-x_{1})^{2}+\ldots +(y_{n}-x_{n})^{2}}},}
tzn. jako pierwiastek euklidesowego iloczynu skalarnego różnicy dwóch wektorów przez siebie:
{\displaystyle d_{e}(\mathbf {x} ,\mathbf {y} )={\sqrt {\langle \mathbf {y} -\mathbf {x} ,\mathbf {y} -\mathbf {x} \rangle }}.}
W przypadku jednowymiarowym powyższy wzór redukuje się do wartości bezwzględnej różnic współrzędnych punktów {\displaystyle \mathbf {x} =(x_{1})} oraz {\displaystyle \mathbf {y} =(y_{1})}
{\displaystyle d_{e}(\mathbf {x} ,\mathbf {y} )=|y_{1}-x_{1}|.}

### Metryka generowana przez normę
Jeżeli {\displaystyle (X,\|\cdot \|)} jest przestrzenią unormowaną, to jako odległość (metrykę) punktów {\displaystyle \mathbf {x} ,\mathbf {y} } można przyjąć długość (normę) wektora, będącego różnicą wektorów {\displaystyle \mathbf {x} ,\mathbf {y} ,} tj.
{\displaystyle d(\mathbf {x} ,\mathbf {y} )=\|\mathbf {x} -\mathbf {y} \|} dla {\displaystyle \mathbf {x} ,\mathbf {y} \in X}
Metryka ta jest uogólnieniem metryki euklidesowej. Np. metrykami są funkcje postaci
{\displaystyle \|\mathbf {x} -\mathbf {y} \|_{p}={\big (}|x_{1}-y_{1}|^{p}+|x_{2}-y_{2}|^{p}+\ldots +|x_{n}-y_{n}|^{p}{\big )}^{1/p},}
gdzie {\displaystyle 1\leqslant p<\infty .} Metryka {\displaystyle \|\cdot \|_{2}} jest metryką euklidesową i oznacza się ją symbolem {\displaystyle |\cdot |.}
Metrykę, którą definiuje się w oparciu o normę przestrzeni, nazywa się metryką generowaną przez normę.

### Metryka miejska
Gdy {\displaystyle p=1}, metryka generowana przez normę nazywana jest metryką miejską lub metryką Manhattan w przestrzeni {\displaystyle \mathbb {R} ^{n}}:
{\displaystyle d(\mathbf {x} ,\mathbf {y} )=|y_{1}-x_{1}|+|y_{2}-x_{2}|+...+|y_{n}-x_{n}|.}
Jej nazwa wywodzi się z faktu, że mierząc odległość między punktami, możemy poruszać się tylko wzdłuż prostopadłych linii, na podobieństwo ulic na gęsto zabudowanym Manhattanie.

### Metryka maksimum
|   | a | b | c | d | e | f | g | h |   |
| 8 | d5 – Czarne kółko · e5 – Czarne kółko · f5 – Czarne kółko · d4 – Czarne kółko · e4 – Biały król · f4 – Czarne kółko · d3 – Czarne kółko · e3 – Czarne kółko · f3 – Czarne kółko | d5 – Czarne kółko · e5 – Czarne kółko · f5 – Czarne kółko · d4 – Czarne kółko · e4 – Biały król · f4 – Czarne kółko · d3 – Czarne kółko · e3 – Czarne kółko · f3 – Czarne kółko | d5 – Czarne kółko · e5 – Czarne kółko · f5 – Czarne kółko · d4 – Czarne kółko · e4 – Biały król · f4 – Czarne kółko · d3 – Czarne kółko · e3 – Czarne kółko · f3 – Czarne kółko | d5 – Czarne kółko · e5 – Czarne kółko · f5 – Czarne kółko · d4 – Czarne kółko · e4 – Biały król · f4 – Czarne kółko · d3 – Czarne kółko · e3 – Czarne kółko · f3 – Czarne kółko | d5 – Czarne kółko · e5 – Czarne kółko · f5 – Czarne kółko · d4 – Czarne kółko · e4 – Biały król · f4 – Czarne kółko · d3 – Czarne kółko · e3 – Czarne kółko · f3 – Czarne kółko | d5 – Czarne kółko · e5 – Czarne kółko · f5 – Czarne kółko · d4 – Czarne kółko · e4 – Biały król · f4 – Czarne kółko · d3 – Czarne kółko · e3 – Czarne kółko · f3 – Czarne kółko | d5 – Czarne kółko · e5 – Czarne kółko · f5 – Czarne kółko · d4 – Czarne kółko · e4 – Biały król · f4 – Czarne kółko · d3 – Czarne kółko · e3 – Czarne kółko · f3 – Czarne kółko | d5 – Czarne kółko · e5 – Czarne kółko · f5 – Czarne kółko · d4 – Czarne kółko · e4 – Biały król · f4 – Czarne kółko · d3 – Czarne kółko · e3 – Czarne kółko · f3 – Czarne kółko | 8 |
| 7 | d5 – Czarne kółko · e5 – Czarne kółko · f5 – Czarne kółko · d4 – Czarne kółko · e4 – Biały król · f4 – Czarne kółko · d3 – Czarne kółko · e3 – Czarne kółko · f3 – Czarne kółko | d5 – Czarne kółko · e5 – Czarne kółko · f5 – Czarne kółko · d4 – Czarne kółko · e4 – Biały król · f4 – Czarne kółko · d3 – Czarne kółko · e3 – Czarne kółko · f3 – Czarne kółko | d5 – Czarne kółko · e5 – Czarne kółko · f5 – Czarne kółko · d4 – Czarne kółko · e4 – Biały król · f4 – Czarne kółko · d3 – Czarne kółko · e3 – Czarne kółko · f3 – Czarne kółko | d5 – Czarne kółko · e5 – Czarne kółko · f5 – Czarne kółko · d4 – Czarne kółko · e4 – Biały król · f4 – Czarne kółko · d3 – Czarne kółko · e3 – Czarne kółko · f3 – Czarne kółko | d5 – Czarne kółko · e5 – Czarne kółko · f5 – Czarne kółko · d4 – Czarne kółko · e4 – Biały król · f4 – Czarne kółko · d3 – Czarne kółko · e3 – Czarne kółko · f3 – Czarne kółko | d5 – Czarne kółko · e5 – Czarne kółko · f5 – Czarne kółko · d4 – Czarne kółko · e4 – Biały król · f4 – Czarne kółko · d3 – Czarne kółko · e3 – Czarne kółko · f3 – Czarne kółko | d5 – Czarne kółko · e5 – Czarne kółko · f5 – Czarne kółko · d4 – Czarne kółko · e4 – Biały król · f4 – Czarne kółko · d3 – Czarne kółko · e3 – Czarne kółko · f3 – Czarne kółko | d5 – Czarne kółko · e5 – Czarne kółko · f5 – Czarne kółko · d4 – Czarne kółko · e4 – Biały król · f4 – Czarne kółko · d3 – Czarne kółko · e3 – Czarne kółko · f3 – Czarne kółko | 7 |
| 6 | d5 – Czarne kółko · e5 – Czarne kółko · f5 – Czarne kółko · d4 – Czarne kółko · e4 – Biały król · f4 – Czarne kółko · d3 – Czarne kółko · e3 – Czarne kółko · f3 – Czarne kółko | d5 – Czarne kółko · e5 – Czarne kółko · f5 – Czarne kółko · d4 – Czarne kółko · e4 – Biały król · f4 – Czarne kółko · d3 – Czarne kółko · e3 – Czarne kółko · f3 – Czarne kółko | d5 – Czarne kółko · e5 – Czarne kółko · f5 – Czarne kółko · d4 – Czarne kółko · e4 – Biały król · f4 – Czarne kółko · d3 – Czarne kółko · e3 – Czarne kółko · f3 – Czarne kółko | d5 – Czarne kółko · e5 – Czarne kółko · f5 – Czarne kółko · d4 – Czarne kółko · e4 – Biały król · f4 – Czarne kółko · d3 – Czarne kółko · e3 – Czarne kółko · f3 – Czarne kółko | d5 – Czarne kółko · e5 – Czarne kółko · f5 – Czarne kółko · d4 – Czarne kółko · e4 – Biały król · f4 – Czarne kółko · d3 – Czarne kółko · e3 – Czarne kółko · f3 – Czarne kółko | d5 – Czarne kółko · e5 – Czarne kółko · f5 – Czarne kółko · d4 – Czarne kółko · e4 – Biały król · f4 – Czarne kółko · d3 – Czarne kółko · e3 – Czarne kółko · f3 – Czarne kółko | d5 – Czarne kółko · e5 – Czarne kółko · f5 – Czarne kółko · d4 – Czarne kółko · e4 – Biały król · f4 – Czarne kółko · d3 – Czarne kółko · e3 – Czarne kółko · f3 – Czarne kółko | d5 – Czarne kółko · e5 – Czarne kółko · f5 – Czarne kółko · d4 – Czarne kółko · e4 – Biały król · f4 – Czarne kółko · d3 – Czarne kółko · e3 – Czarne kółko · f3 – Czarne kółko | 6 |
| 5 | d5 – Czarne kółko · e5 – Czarne kółko · f5 – Czarne kółko · d4 – Czarne kółko · e4 – Biały król · f4 – Czarne kółko · d3 – Czarne kółko · e3 – Czarne kółko · f3 – Czarne kółko | d5 – Czarne kółko · e5 – Czarne kółko · f5 – Czarne kółko · d4 – Czarne kółko · e4 – Biały król · f4 – Czarne kółko · d3 – Czarne kółko · e3 – Czarne kółko · f3 – Czarne kółko | d5 – Czarne kółko · e5 – Czarne kółko · f5 – Czarne kółko · d4 – Czarne kółko · e4 – Biały król · f4 – Czarne kółko · d3 – Czarne kółko · e3 – Czarne kółko · f3 – Czarne kółko | d5 – Czarne kółko · e5 – Czarne kółko · f5 – Czarne kółko · d4 – Czarne kółko · e4 – Biały król · f4 – Czarne kółko · d3 – Czarne kółko · e3 – Czarne kółko · f3 – Czarne kółko | d5 – Czarne kółko · e5 – Czarne kółko · f5 – Czarne kółko · d4 – Czarne kółko · e4 – Biały król · f4 – Czarne kółko · d3 – Czarne kółko · e3 – Czarne kółko · f3 – Czarne kółko | d5 – Czarne kółko · e5 – Czarne kółko · f5 – Czarne kółko · d4 – Czarne kółko · e4 – Biały król · f4 – Czarne kółko · d3 – Czarne kółko · e3 – Czarne kółko · f3 – Czarne kółko | d5 – Czarne kółko · e5 – Czarne kółko · f5 – Czarne kółko · d4 – Czarne kółko · e4 – Biały król · f4 – Czarne kółko · d3 – Czarne kółko · e3 – Czarne kółko · f3 – Czarne kółko | d5 – Czarne kółko · e5 – Czarne kółko · f5 – Czarne kółko · d4 – Czarne kółko · e4 – Biały król · f4 – Czarne kółko · d3 – Czarne kółko · e3 – Czarne kółko · f3 – Czarne kółko | 5 |
| 4 | d5 – Czarne kółko · e5 – Czarne kółko · f5 – Czarne kółko · d4 – Czarne kółko · e4 – Biały król · f4 – Czarne kółko · d3 – Czarne kółko · e3 – Czarne kółko · f3 – Czarne kółko | d5 – Czarne kółko · e5 – Czarne kółko · f5 – Czarne kółko · d4 – Czarne kółko · e4 – Biały król · f4 – Czarne kółko · d3 – Czarne kółko · e3 – Czarne kółko · f3 – Czarne kółko | d5 – Czarne kółko · e5 – Czarne kółko · f5 – Czarne kółko · d4 – Czarne kółko · e4 – Biały król · f4 – Czarne kółko · d3 – Czarne kółko · e3 – Czarne kółko · f3 – Czarne kółko | d5 – Czarne kółko · e5 – Czarne kółko · f5 – Czarne kółko · d4 – Czarne kółko · e4 – Biały król · f4 – Czarne kółko · d3 – Czarne kółko · e3 – Czarne kółko · f3 – Czarne kółko | d5 – Czarne kółko · e5 – Czarne kółko · f5 – Czarne kółko · d4 – Czarne kółko · e4 – Biały król · f4 – Czarne kółko · d3 – Czarne kółko · e3 – Czarne kółko · f3 – Czarne kółko | d5 – Czarne kółko · e5 – Czarne kółko · f5 – Czarne kółko · d4 – Czarne kółko · e4 – Biały król · f4 – Czarne kółko · d3 – Czarne kółko · e3 – Czarne kółko · f3 – Czarne kółko | d5 – Czarne kółko · e5 – Czarne kółko · f5 – Czarne kółko · d4 – Czarne kółko · e4 – Biały król · f4 – Czarne kółko · d3 – Czarne kółko · e3 – Czarne kółko · f3 – Czarne kółko | d5 – Czarne kółko · e5 – Czarne kółko · f5 – Czarne kółko · d4 – Czarne kółko · e4 – Biały król · f4 – Czarne kółko · d3 – Czarne kółko · e3 – Czarne kółko · f3 – Czarne kółko | 4 |
| 3 | d5 – Czarne kółko · e5 – Czarne kółko · f5 – Czarne kółko · d4 – Czarne kółko · e4 – Biały król · f4 – Czarne kółko · d3 – Czarne kółko · e3 – Czarne kółko · f3 – Czarne kółko | d5 – Czarne kółko · e5 – Czarne kółko · f5 – Czarne kółko · d4 – Czarne kółko · e4 – Biały król · f4 – Czarne kółko · d3 – Czarne kółko · e3 – Czarne kółko · f3 – Czarne kółko | d5 – Czarne kółko · e5 – Czarne kółko · f5 – Czarne kółko · d4 – Czarne kółko · e4 – Biały król · f4 – Czarne kółko · d3 – Czarne kółko · e3 – Czarne kółko · f3 – Czarne kółko | d5 – Czarne kółko · e5 – Czarne kółko · f5 – Czarne kółko · d4 – Czarne kółko · e4 – Biały król · f4 – Czarne kółko · d3 – Czarne kółko · e3 – Czarne kółko · f3 – Czarne kółko | d5 – Czarne kółko · e5 – Czarne kółko · f5 – Czarne kółko · d4 – Czarne kółko · e4 – Biały król · f4 – Czarne kółko · d3 – Czarne kółko · e3 – Czarne kółko · f3 – Czarne kółko | d5 – Czarne kółko · e5 – Czarne kółko · f5 – Czarne kółko · d4 – Czarne kółko · e4 – Biały król · f4 – Czarne kółko · d3 – Czarne kółko · e3 – Czarne kółko · f3 – Czarne kółko | d5 – Czarne kółko · e5 – Czarne kółko · f5 – Czarne kółko · d4 – Czarne kółko · e4 – Biały król · f4 – Czarne kółko · d3 – Czarne kółko · e3 – Czarne kółko · f3 – Czarne kółko | d5 – Czarne kółko · e5 – Czarne kółko · f5 – Czarne kółko · d4 – Czarne kółko · e4 – Biały król · f4 – Czarne kółko · d3 – Czarne kółko · e3 – Czarne kółko · f3 – Czarne kółko | 3 |
| 2 | d5 – Czarne kółko · e5 – Czarne kółko · f5 – Czarne kółko · d4 – Czarne kółko · e4 – Biały król · f4 – Czarne kółko · d3 – Czarne kółko · e3 – Czarne kółko · f3 – Czarne kółko | d5 – Czarne kółko · e5 – Czarne kółko · f5 – Czarne kółko · d4 – Czarne kółko · e4 – Biały król · f4 – Czarne kółko · d3 – Czarne kółko · e3 – Czarne kółko · f3 – Czarne kółko | d5 – Czarne kółko · e5 – Czarne kółko · f5 – Czarne kółko · d4 – Czarne kółko · e4 – Biały król · f4 – Czarne kółko · d3 – Czarne kółko · e3 – Czarne kółko · f3 – Czarne kółko | d5 – Czarne kółko · e5 – Czarne kółko · f5 – Czarne kółko · d4 – Czarne kółko · e4 – Biały król · f4 – Czarne kółko · d3 – Czarne kółko · e3 – Czarne kółko · f3 – Czarne kółko | d5 – Czarne kółko · e5 – Czarne kółko · f5 – Czarne kółko · d4 – Czarne kółko · e4 – Biały król · f4 – Czarne kółko · d3 – Czarne kółko · e3 – Czarne kółko · f3 – Czarne kółko | d5 – Czarne kółko · e5 – Czarne kółko · f5 – Czarne kółko · d4 – Czarne kółko · e4 – Biały król · f4 – Czarne kółko · d3 – Czarne kółko · e3 – Czarne kółko · f3 – Czarne kółko | d5 – Czarne kółko · e5 – Czarne kółko · f5 – Czarne kółko · d4 – Czarne kółko · e4 – Biały król · f4 – Czarne kółko · d3 – Czarne kółko · e3 – Czarne kółko · f3 – Czarne kółko | d5 – Czarne kółko · e5 – Czarne kółko · f5 – Czarne kółko · d4 – Czarne kółko · e4 – Biały król · f4 – Czarne kółko · d3 – Czarne kółko · e3 – Czarne kółko · f3 – Czarne kółko | 2 |
| 1 | d5 – Czarne kółko · e5 – Czarne kółko · f5 – Czarne kółko · d4 – Czarne kółko · e4 – Biały król · f4 – Czarne kółko · d3 – Czarne kółko · e3 – Czarne kółko · f3 – Czarne kółko | d5 – Czarne kółko · e5 – Czarne kółko · f5 – Czarne kółko · d4 – Czarne kółko · e4 – Biały król · f4 – Czarne kółko · d3 – Czarne kółko · e3 – Czarne kółko · f3 – Czarne kółko | d5 – Czarne kółko · e5 – Czarne kółko · f5 – Czarne kółko · d4 – Czarne kółko · e4 – Biały król · f4 – Czarne kółko · d3 – Czarne kółko · e3 – Czarne kółko · f3 – Czarne kółko | d5 – Czarne kółko · e5 – Czarne kółko · f5 – Czarne kółko · d4 – Czarne kółko · e4 – Biały król · f4 – Czarne kółko · d3 – Czarne kółko · e3 – Czarne kółko · f3 – Czarne kółko | d5 – Czarne kółko · e5 – Czarne kółko · f5 – Czarne kółko · d4 – Czarne kółko · e4 – Biały król · f4 – Czarne kółko · d3 – Czarne kółko · e3 – Czarne kółko · f3 – Czarne kółko | d5 – Czarne kółko · e5 – Czarne kółko · f5 – Czarne kółko · d4 – Czarne kółko · e4 – Biały król · f4 – Czarne kółko · d3 – Czarne kółko · e3 – Czarne kółko · f3 – Czarne kółko | d5 – Czarne kółko · e5 – Czarne kółko · f5 – Czarne kółko · d4 – Czarne kółko · e4 – Biały król · f4 – Czarne kółko · d3 – Czarne kółko · e3 – Czarne kółko · f3 – Czarne kółko | d5 – Czarne kółko · e5 – Czarne kółko · f5 – Czarne kółko · d4 – Czarne kółko · e4 – Biały król · f4 – Czarne kółko · d3 – Czarne kółko · e3 – Czarne kółko · f3 – Czarne kółko | 1 |
|   | a | b | c | d | e | f | g | h |   |

Metryka maksimum zwana także metryką nieskończoność, maksimum, Czebyszewa, szachową jest określona w przestrzeni {\displaystyle \mathbb {R} ^{n}} za pomocą wzoru
{\displaystyle d_{\infty }(\mathbf {x} ,\mathbf {y} )=\max _{k=1,\dots ,n}~|x_{k}-y_{k}|}
– odległość ta jest de facto metryką generowaną przez normę maksimum zadaną wzorem
{\displaystyle \|\mathbf {x} \|_{\infty }=\max {\big \{}|x_{i}|:i=1,\dots ,n{\big \}}.}
Kula w tej metryce jest kostką n-wymiarową.
Łatwo sprawdzić, że w grze w szachy minimalna liczba ruchów, jakie musi wykonać król, aby przejść z pewnego pola na inne określona jest tą metryką (na rysunku obok pokazano możliwe ruchy króla z danego pola).

### Metryka węzła kolejowego
Metryka węzła kolejowego zwana także metryką centrum, kolejową, metra paryskiego może być zdefiniowana na płaszczyźnie.
Niech {\displaystyle O} będzie pewnym ustalonym punktem na płaszczyźnie. Odległość dwóch punktów {\displaystyle A,B} w tej metryce wyznacza się następująco:
Jeżeli punkty leżą na prostej przechodzącej przez punkt {\displaystyle O,} to
{\displaystyle d_{k}(A,B)=d_{e}(A,B),}
w przeciwnym wypadku
{\displaystyle d_{k}(A,B)=d_{e}(A,O)+d_{e}(O,B).}
Metrykę tę można uogólnić na przestrzeń {\displaystyle \mathbb {R} ^{n},} w której ustalono pewien jej punkt {\displaystyle O.}
Metrykę powyższą można też zastosować do labiryntu, w którym wszystkie korytarze są prostymi rozchodzącymi się gwiaździście od jednego punktu {\displaystyle O.} Przejście z jednego korytarza do drugiego wymaga dotarcia do skrzyżowania (centrum), aby możliwe było skręcenie w docelowy korytarz. Długość pokonanej trasy odpowiada odległości wyliczonej w tej metryce.

### Metryka rzeka

Odległość w metryce rzeka.

Niech {\displaystyle r} będzie ustaloną prostą na płaszczyźnie. Odległość {\displaystyle d_{r}(A,B)} punktów {\displaystyle A,B} w metryce rzece wyznacza się następująco:
Jeżeli punkty leżą na prostej prostopadłej do prostej {\displaystyle r,} to
{\displaystyle d_{r}(A,B)=d_{e}(A,B),}
w przeciwnym wypadku
{\displaystyle d_{r}(A,B)=d_{e}(A,C_{1})+d_{e}(C_{1},C_{2})+d_{e}(C_{2},B).}
gdzie {\displaystyle C_{1},C_{2}} są rzutami prostopadłymi punktów odpowiednio {\displaystyle A,B} na prostą {\displaystyle r.}
Metrykę tę można uogólnić na przestrzeń {\displaystyle \mathbb {R} ^{n},} w której ustalono pewną jej prostą {\displaystyle r.}
Metrykę tę można zastosować np. do mierzenia trasy pokonanej drogą wodną w sieci złożonej z rzeki i licznych, prostopadłych jej dopływów (por. rysunek).

### Uogólniona metryka rzeka
Dalsze uogólnienie tej i poprzedniej metryki w {\displaystyle \mathbb {R} ^{n}} można uzyskać przyjmując zamiast punktu i prostej rozmaitość liniową {\displaystyle \mathbb {r} } wymiaru a spełniającego {\displaystyle 0\leqslant a<n.} Niech ponadto {\displaystyle 0<b<n,} przy czym {\displaystyle a+b\leqslant n.}
Jeżeli punkty {\displaystyle A,B} leżą na pewnej rozmaitości wymiaru {\displaystyle b} prostopadłej do rozmaitości {\displaystyle r,} to
{\displaystyle d_{r}(A,B)=d_{e}(A,B),}
w przeciwnym wypadku
{\displaystyle d_{r}(A,B)=d_{e}(A,C_{1})+d_{e}(C_{1},C_{2})+d_{e}(C_{2},B).}
gdzie {\displaystyle C_{1},C_{2}} są rzutami prostopadłymi punktów odpowiednio {\displaystyle A,B} na prostą {\displaystyle r.}
Dla a=1, b=1 jest to metryka rzeka, dla a=0, b=1 jest to metryka węzła kolejowego.

### Metryka dyskretna
Metrykę dyskretną zwaną także metryką zero-jedynkową wprowadzić można w dowolnym niepustym zbiorze. Odległość {\displaystyle d_{d}(x,y)} punktów {\displaystyle x} oraz {\displaystyle y} zbioru {\displaystyle X} określa wzór
{\displaystyle d_{d}(x,y)={\begin{cases}0,&{\text{gdy }}x=y,\\1,&{\text{gdy }}x\neq y.\end{cases}}}
Parę {\displaystyle X} z metryką {\displaystyle d_{d}} nazywa się przestrzenią metryczną dyskretną.

### Porównanie metryk przytoczonych w przykładach
Dla {\displaystyle n=1} metryki euklidesowa, miejska (Manhattan), maksimum (szachowa) pokrywają się. Jeżeli {\displaystyle n=2,} to metryki maksimum (szachowa) i Manhattan nie pokrywają się, ale czynią z płaszczyzny przestrzenie izometryczne (tzn. izomorficzne metrycznie, czyli nierozróżnialne metrycznie), gdyż w obu przypadkach kulami są kwadraty z przestrzeni euklidesowej, ale o różnym położeniu (odpowiednio o bokach równoległych do osi oraz obróconych względem osi o 45°).

## Metryka w przestrzeniach pseudoriemannowskich
Powierzchnia sfery, elipsoidy obrotowej, hiperboloidy obrotowej, czy też 4-wymiarowa czasoprzestrzeń opisywana w ogólnej teorii względności są przykładami przestrzeni nieeuklidesowych, które określa się jako rozmaitości riemannowskie i najogólniejsze – rozmaitości pseudoriemannowskie.
Nie da się w ogólnym przypadku wprowadzić tu metryki opisanej prostym wzorem, tak jak w przestrzeniach liniowych, np. w przestrzeni euklidesowej. Podstawową rolę gra tu tensor metryczny.
Niech {\displaystyle M} będzie rozmaitością wymiaru {\displaystyle n} i niech dany będzie układ współrzędnych krzywoliniowych, tak że każdy punkt rozmaitości ma określone współrzędne krzywoliniowe {\displaystyle \mathbf {x} =(x^{1},\dots ,x^{n}).}

### Odległość infinitezymalna
Tensor metryczny definiuje infinitezymalne odległości między punktami: długość wektora {\displaystyle d\mathbf {x} =(dx^{1},\dots ,dx^{n})} łączącego punkt {\displaystyle \mathbf {x} } z infinitezymalnie odległym punktem {\displaystyle \mathbf {y} =\mathbf {x} +d\mathbf {x} } zadana jest wzorem
{\displaystyle |d\mathbf {x} |={\sqrt {{\Bigg |}\sum _{i,j=1}^{n}g_{ij}(\mathbf {x} )dx^{i}dx^{j}{\Bigg |}}}}
gdzie:
{\displaystyle g_{ij}(\mathbf {x} ),i,j=1,\dots ,n}
– współrzędne tensora metrycznego (będące funkcjami położenia {\displaystyle \mathbf {x} })

### Odległość dowolnych punktów
Dla punktów {\displaystyle \mathbf {x,y} } rozmaitości {\displaystyle M} dowolnie odległych metrykę definiuje się jako kres dolny zbioru, zawierającego długości krzywych {\displaystyle \gamma } ciągłych i różniczkowalnych, łączących punkty {\displaystyle \mathbf {x,y} ,} czyli
{\displaystyle d(\mathbf {x,y} )=\inf \,\{\,L(\gamma ),\gamma \in M\,,\gamma (a)=\mathbf {x} ,\gamma (b)=\mathbf {y} \}}
gdzie:
- {\displaystyle \inf \,\{\dots \}} = infimum = kres dolny zbioru
- {\displaystyle L(\gamma )=\int \limits _{a}^{b}{\sqrt {{\Bigg |}\sum _{i,j=1}^{n}g_{ij}(\gamma (t)){\frac {d\gamma ^{i}(t)}{dt}}{\frac {d\gamma ^{j}(t)}{dt}}{\Bigg |}}}\,dt} – długość krzywej {\displaystyle \gamma }

przy czym krzywa {\displaystyle \gamma } dana jest przez {\displaystyle n} równań parametrycznych
{\displaystyle \gamma (t)=[\gamma ^{1}(t),\dots ,\gamma ^{n}(t)],} {\displaystyle t\in \langle a,b\rangle }
oraz
{\displaystyle \gamma (a)=\mathbf {x} ,\,\,\gamma (b)=\mathbf {y} }
Dla przestrzeni riemannowskich odległość punktów jest wyznaczona przez łuk krzywej geodezyjnej. Dla sfery będzie to łuk koła wielkiego, na którym leżą dwa punkty. A np. dla czasoprzestrzeni, która jest 4-wymiarową przestrzenią pseudoriemannowską, odległość może być zerowa, jeśli łączy dwa punkty – tzw. zdarzenia czasoprzestrzenne – które są związane z rozchodzeniem się sygnału świetlnego.

## Topologia przestrzeni metrycznej
Przestrzeń metryczną {\displaystyle X} łatwo jest przekształcić w przestrzeń topologiczną, definiując następująco topologię:
a) bazę topologii stanowi rodzina wszystkich kul otwartych, tj. zbiorów postaci
{\displaystyle B(x,r)=\{y\in X:d\,(x,y)<r\},}
gdzie {\displaystyle x} – dowolny elementem przestrzeni {\displaystyle X,} {\displaystyle r} – promień kuli {\displaystyle (r>0),}
b) podzbiór {\displaystyle U} przestrzeni {\displaystyle X} należy do topologii (czyli jest zbiorem otwartym), jeżeli jest sumą kul otwartych.
Taką topologię nazywa się topologią generowaną na zbiorze {\displaystyle X} przez metrykę {\displaystyle d.}

## Metryzowalna przestrzeń topologiczna
Przestrzeń topologiczną {\displaystyle (X,\tau )} nazywamy przestrzenią metryzowalną, jeśli da się w niej wprowadzić topologię generowaną przez jakąś metrykę. Przykładami twierdzeń dotyczących metryzacji przestrzeni topologicznych są:
- twierdzenie Nagaty-Smirnowa,
- twierdzenie Binga.

Z punktu widzenia topologii metryki służą badaniu przestrzeni metryzowalnych (analogicznie jak układy współrzędnych służą badaniu przestrzeni euklidesowych).

## Własności przestrzeni metrycznych
Tw. 1 Każda przestrzeń metryczna jest
- parazwarta,
- doskonale normalna,
- Hausdorffa,
- spełnia pierwszy aksjomat przeliczalności.

Tw. 2 Poniższe niezmienniki topologiczne są równoważne w przestrzeniach metrycznych:
- drugi aksjomat przeliczalności, ośrodkowość, własność Lindelöfa,
- zwartość, ciągowa zwartość, przeliczalna zwartość.

## Definicja odległości punktu od zbioru
Odległością (odstępem) punktu {\displaystyle x} od zbioru {\displaystyle A} nazywa się funkcję
{\displaystyle \delta _{A}(x)=\inf {\big \{}d(x,a):a\in A{\big \}}.}

## Równoważność metryk

### Definicja
Niech {\displaystyle (X,d_{1}),(X,d_{2})} będą przestrzeniami metrycznymi.
Df. 1 Metryki {\displaystyle d_{1},d_{2}} nazywa się równoważnymi topologicznie, jeżeli granice dowolnych ciągów obliczone z użyciem tych metryk są identyczne.
Df. 2 Metryki {\displaystyle d_{1},d_{2}} nazywa się równoważnymi lipschitzowsko, jeżeli istnieją stałe {\displaystyle c,\,C\,>0,} takie że dla każdego {\displaystyle x,y\in X} spełniony jest warunek
{\displaystyle c\cdot d_{1}(x,y)\leqslant d_{2}(x,y)\leqslant C\cdot d_{1}(x,y).}

### Twierdzenia o metrykach równoważnych
Tw. 1 Metryki równoważne lipschitzowsko są równoważne topologicznie: jeśli pewien ciąg elementów zbioru {\displaystyle X} jest zbieżny w sensie metryki {\displaystyle d_{1},} to jest także zbieżny w sensie metryki {\displaystyle d_{2}.}
Tw. 2 W rzeczywistej przestrzeni liniowej skończonego wymiaru wszystkie metryki indukowane przez normy Banacha są równoważne lipschitzowsko, a więc i topologicznie.
Tw. 3 Gdy dwie normy Banacha zdefiniowane na tej samej przestrzeni liniowej są topologicznie równoważne, to są one także równoważne lipschitzowsko.

## Metryka niezmiennicza na przesunięcia
Metrykę {\displaystyle d} nazywa się niezmienniczą ze względu na przesunięcia, jeśli na przestrzeni metrycznej {\displaystyle X} określone jest działanie dodawania {\displaystyle +\colon X\times X\to X} i dla dowolnych punktów {\displaystyle a,x,y\in X} zachodzi warunek
{\displaystyle d(x,y)=d(x+a,y+a).}

## Uogólnienia
Rozpatruje się wiele funkcji spełniających podobne układy aksjomatów:
- zastępując aksjomat identyczności nierozróżnialnych następującym

{\displaystyle d(a,a)=0}
uzyskuje się tzw. pseudometrykę.
- rezygnując z aksjomatu symetrii uzyskuje się quasi-metrykę
- zastępując warunek trójkąta aksjomatem

{\displaystyle d(a,b)\leqslant \max {\big \{}d(a,c),d(c,b){\big \}}} uzyskuje się funkcję nazywaną ultrametryką.

## Literatura dodatkowa
Polskojęzyczna
- Wacław Sierpiński: Wstęp do teorii mnogości i topologii. Warszawa: Państwowe Zakłady Wydawnictw Szkolnych, 1965, s. 131.
- Ryszard Engelking: Topologia ogólna. Warszawa: PWN, 1975. Brak numerów stron w książce
- Kazimierz Kuratowski: Wstęp do teorii mnogości i topologii. Wyd. drugie, zmienione. Warszawa: PWN, 1962. Brak numerów stron w książce

Anglojęzyczna
- Athanase Papadopoulos, Metric Spaces, Convexity and Nonpositive Curvature, European Mathematical Society, 2004, ISBN 978-3-03719-010-4.